# Windows 9x
Windows 9x (x пишется на месте какого-либо номера, например 95 или 98) — это общий термин, относящийся к линейке операционных систем Microsoft Windows, выпуск которых был прекращен с 1995 по 2000 год. Эти операционные системы были основаны на ядре Windows 95 и его базовой основе MS-DOS, обе из которых были обновлены в последующих версиях. Первой версией в серии 9x была Windows 95, за которой последовала Windows 98, а затем Windows Me, которая стала третьей и последней версией Windows в линейке 9x, пока серия не была заменена Windows XP.
Windows 9x в основном известна своим использованием на домашних компьютерах. В 1998 году Windows занимала 82% доли рынка операционных систем.
Внутренний номер выпуска для версий Windows 9x — 4.x. Внутренние версии для Windows 95, 98 и Me — 4.0, 4.1 и 4.9 соответственно. Предыдущие версии Windows на базе MS-DOS использовали номера версий 3.2 или ниже. Windows NT, которая была нацелена на профессиональных пользователей, таких как сетевые и корпоративные пользователи, использовала похожий, но отдельный номер версии между 3.1 и 4.0. Все версии Windows, начиная с Windows XP, основаны на кодовой базе Windows NT.

## История

### Windows до версии 95
Первая независимая версия Microsoft Windows, версия 1.0, выпущенная 20 ноября 1985 года, не пользовалась особой популярностью. Первоначально она называлась «Interface Manager», но Роуленд Хансон, глава отдела маркетинга Microsoft, убедил компанию, что название Windows будет более привлекательным для потребителей. Windows 1.0 не была полноценной операционной системой, а скорее «операционной средой», которая расширяла MS-DOS. Следовательно, она разделяла присущие MS-DOS недостатки и проблемы.
Вторая версия Microsoft Windows, версия 2.0, была выпущена 9 декабря 1987 года и использовала модель памяти реального режима, которая ограничивала ее максимум 1 мегабайтом памяти. В такой конфигурации она могла работать под управлением другой многозадачной системы, например DESQview, которая использовала защищенный режим 286.
Microsoft Windows добилась значительного успеха с выпуском Windows 3.0 в 1990 году. Помимо улучшенных возможностей, предоставленных собственным приложениям, Windows также позволила пользователям лучше выполнять многозадачность старого программного обеспечения на базе MS-DOS по сравнению с Windows/386 благодаря внедрению виртуальной памяти.
Microsoft разработала Windows 3.1, которая включала несколько незначительных улучшений Windows 3.0, в основном состоящих из исправлений ошибок и поддержки мультимедиа. Она также исключала поддержку реального режима и работала только на процессоре Intel 80286 или лучше. Windows 3.1 была выпущена 6 апреля 1992 года. В ноябре 1993 года Microsoft также выпустила Windows 3.11, доработанную версию Windows 3.1, которая включала все исправления и обновления, последовавшие за выпуском Windows 3.1 в начале 1992 года.
Тем временем Microsoft продолжала разрабатывать Windows NT. Главным архитектором системы был Дэйв Катлер, один из главных архитекторов VMS в Digital Equipment Corporation. Microsoft наняла его в августе 1988 года для создания преемника OS/2, но Катлер вместо этого создал совершенно новую систему на основе своего проекта MICA в Digital. Первая версия Windows NT, Windows NT 3.1, была выпущена 27 июля 1993 года и использовала интерфейс Windows 3.1.
Примерно за год до начала разработки преемника Windows 3.1 (Windows 95, кодовое название Chicago) компания Microsoft на своей конференции профессиональных разработчиков 1991 года объявила о разработке преемника Windows NT под кодовым названием Cairo, которую некоторые рассматривали как преемницу как Windows NT, так и преемника Windows 3.1 в рамках одной объединенной системы. Компания Microsoft публично продемонстрировала Cairo на конференции профессиональных разработчиков 1993 года, предоставив всем участникам демонстрационную систему, на которой работал Cairo.
Cairo, основанная на ядре Windows NT, была операционной системой следующего поколения, которая должна была представить как можно больше новых технологий в Windows, включая новый пользовательский интерфейс с объектно-ориентированной файловой системой (этот новый пользовательский интерфейс официально дебютировал в Windows 95 почти 4 года спустя, в то время как объектно-ориентированная файловая система была позже принята как WinFS во время разработки Windows Vista). Согласно плану продукта Microsoft на тот момент, Cairo планировалось выпустить не позднее июля 1996 года после его разработки.
Однако стало очевидно, что Cairo — гораздо более сложный проект, чем предполагала Microsoft, и проект был впоследствии отменен через 5 лет разработки. Подмножество функций из Cairo в конечном итоге было добавлено в Windows NT 4.0, выпущенную 24 августа 1996 года, хотя и без объектной файловой системы. Windows NT и Windows 9x не были по-настоящему объединены до Windows XP почти 5 лет спустя, когда Microsoft начала объединять свою потребительскую и бизнес-линейку Windows под единым брендом на основе Windows NT.

### Windows 95

Логотип Windows 95

После Windows 3.11 Microsoft начала разрабатывать новую потребительскую версию операционной системы под кодовым названием Chicago. Chicago была разработана с поддержкой 32-битной вытесняющей многозадачности, которая была доступна в OS/2 и Windows NT, хотя 16-битное ядро оставалось ради обратной совместимости. Win32 API, впервые представленный в Windows NT, был принят в качестве стандартного 32-битного интерфейса программирования, а совместимость с Win16 
сохранялась с помощью техники, известной как «thunking». Новый графический интерфейс изначально не планировался как часть выпуска, хотя элементы пользовательского интерфейса Cairo были заимствованы и добавлены, поскольку другие аспекты выпуска (в частности, Plug and Play) сошли на нет (и, конечно, после того, как Cairo был отменен через 5 лет разработки).
Microsoft не изменила весь код Windows на 32-битный; его части остались 16-битными (хотя и не использовали реальный режим напрямую) по соображениям совместимости, производительности и времени разработки. Кроме того, было необходимо перенести проектные решения из более ранних версий Windows по причинам обратной совместимости, даже если эти проектные решения больше не соответствовали более современной вычислительной среде. Эти факторы немедленно начали влиять на эффективность и стабильность операционной системы.
Маркетинговый отдел Microsoft принял Windows 95 в качестве названия продукта для Chicago, когда он был выпущен 24 августа 1995 года.
Microsoft выпустила пять различных версий Windows 95:
1. Windows 95 – первоначальный выпуск (RTM)
2. Windows 95 A – включена в установку Windows 95 OSR 1.
3. Windows 95 B – (OSR2) включала несколько крупных усовершенствований, Internet Explorer (IE) 3.0 и полную поддержку файловой системы FAT32.
4. Windows 95 B USB – (OSR2.1) включает базовую поддержку USB.
5. Windows 95 C – (OSR2.5) включала все вышеперечисленные функции, плюс IE 4.0. Это была последняя выпущенная версия 95.

OSR2, OSR2.1 и OSR2.5 («OSR» — аббревиатура от «OEM Service Release») не были выпущены для широкой публики, а были доступны только OEM-производителям, которые предварительно загружали ОС на компьютеры. Некоторые компании продавали новые жесткие диски с предустановленной OSR2 (официально оправдывая это необходимостью из-за емкости жесткого диска).
Первый дополнительный пакет Microsoft Plus! продавался для Windows 95.

### Windows 98

Логотип Windows 98

25 июня 1998 года Microsoft выпустила Windows 98, во время разработки имевшую кодовое название «Memphis». Она включала новые драйверы оборудования и улучшенную поддержку файловой системы FAT32, которая позволяла поддерживать разделы диска размером более 2 ГБ, принятых Windows 95. Поддержка USB в Windows 98 была более надежной, чем базовая поддержка, предоставляемая OEM-изданиями Windows 95. Она также вводила спорную интеграцию веб-браузера Internet Explorer 4 в оболочку Windows и File Explorer (тогда известный как Windows Explorer).
10 июня 1999 года Microsoft выпустила Windows 98 Second Edition (также известную как Windows 98 SE), промежуточный релиз, примечательными особенностями которого были добавление Internet Connection Sharing и улучшенная поддержка WDM-аудио и модема. Internet Connection Sharing — это форма трансляции сетевых адресов, позволяющая нескольким машинам в локальной сети (LAN) совместно использовать одно подключение к Интернету. Он также включает Internet Explorer 5 в отличие от Internet Explorer 4 в оригинальной версии. Windows 98 Second Edition также имеет определенные улучшения по сравнению с оригинальной версией, а также была увеличена поддержка оборудования через драйверы устройств. Также были найдены и исправлены многие незначительные проблемы, присутствовавшие в оригинальной версии Windows 98. Эти изменения, среди прочего, делают ее (по мнению многих) самой стабильной версией семейства Windows 9x — в той степени, в которой некоторые комментаторы говорили, что бета-версия Windows 98 была более стабильной, чем финальная (гамма) версия Windows 95.
Как и Windows 95, Windows 98 получила дополнение Microsoft Plus! в виде Plus! 98.

### Windows Millennium Edition (Me)

Логотип Windows Me

14 сентября 2000 года Microsoft представила Windows Me (Millennium Edition; также известную как Windows ME), которая обновила Windows 98 с улучшенными функциями мультимедиа и Интернета. Под кодовым названием «Millennium» она была задумана как быстрый однолетний проект, который служил временным релизом между Windows 98 и Windows XP (тогда носившей кодовое название Whistler). Она заимствовала некоторые функции из ориентированной на бизнес Windows 2000 в серию Windows 9x и представила первую версию System Restore, которая позволяла пользователям возвращать состояние своей системы к предыдущей «известной исправной» точке в случае сбоя системы. Windows Me также представила первый выпуск Windows Movie Maker и включала Windows Media Player 7. Internet Explorer 5.5 поставлялся с Windows Me. Многие из новых функций из Windows Me также были доступны в качестве обновлений для старых версий Windows, таких как Windows 98, через Центр обновления Windows. Роль MS-DOS также значительно сократилась по сравнению с предыдущими версиями Windows, поскольку Windows Me больше не позволяет получать доступ к реальному режиму DOS.
Windows Me изначально получила положительный прием после своего выпуска, но позже она подверглась резкой критике со стороны пользователей за свою нестабильность и ненадежность из-за частых зависаний и сбоев. Windows Me многими рассматривалась как одна из худших операционных систем всех времен, как в критическом, так и в ретроспективе. PC World резко критиковал Windows Me спустя несколько месяцев после ее выпуска (и, конечно, когда она уже не была доступна), в своей статье, печально известной как «Mistake Edition» и помещающей ее на 4-е место в своей статье «Худшие технические продукты всех времен» в 2006 году. Следовательно, многие домашние пользователи, пострадавшие от нестабильности Windows Me (а также те, кто негативно относился к Windows Me), в конечном итоге остались с более надежной Windows 98 Second Edition на оставшийся жизненный цикл Windows Me до выпуска Windows XP в 2001 году. Небольшое количество владельцев Windows Me перешло на ориентированную на бизнес Windows 2000 Professional в тот же период времени.
Неспособность пользователей легко загрузиться в реальном режиме MS-DOS, как в Windows 95 и 98, заставила их быстро придумать, как взломать свои установки Windows Me, чтобы вернуть эту недостающую функциональность в операционную систему.
Windows Me никогда не получала отдельного дополнения Microsoft Plus!, как Windows 95 и Windows 98.

### Отказ от семейства
Выпуск Windows 2000 ознаменовал собой сдвиг в пользовательском опыте между сериями Windows 9x и Windows NT. Windows NT 4.0, хотя и основывалась на интерфейсе Windows 95, страдала от отсутствия поддержки USB, Plug and Play и DirectX версий после 3.0, что не позволяло ее пользователям играть в современные игры. С другой стороны, Windows 2000, хотя и была в первую очередь предназначена для бизнес-пользователей и серверов, отличалась обновленным пользовательским интерфейсом и лучшей поддержкой как Plug and Play, так и USB, а также включала встроенную поддержку DirectX 7.0. Выпуск Windows XP в конце 2001 года подтвердил смену направления для Microsoft, объединив потребительские и деловые операционные системы под Windows NT.
После выпуска Windows XP Microsoft прекратила продажу релизов Windows 9x конечным пользователям (а позже и OEM-производителям) в начале 2000-х годов. К марту 2004 года стало невозможно купить какие-либо версии серии Windows 9x.

### Окончание поддержки
Со временем поддержка серии Windows 9x прекратилась. Windows 95 потеряла свою основную поддержку 31 декабря 2000 года, а расширенная поддержка была прекращена для Windows 95 31 декабря 2001 года (что также прекратило поддержку более старых версий Windows до Windows 95 в тот же день). Основная поддержка Windows 98 и Windows 98 Second Edition прекратилась 30 июня 2002 года, а основная поддержка Windows Me прекратилась 31 декабря 2003 года. Затем Microsoft продолжала поддерживать серию Windows 9x до 11 июля 2006 года, когда расширенная поддержка закончилась для Windows 98, Windows 98 Second Edition (SE) и Windows Millennium Edition (Me) — через 4 года после окончания расширенной поддержки Windows 95 31 декабря 2001 года.
Microsoft DirectX, набор стандартных игровых API, перестал обновляться в Windows 95 с версии 8.0a. Он также перестал обновляться в Windows 98 и Me после выпуска Windows Vista в 2006 году, что сделало DirectX 9.0c последней версией DirectX, поддерживающей эти операционные системы.
Поддержка Microsoft Internet Explorer во всех выпусках Windows 9x также прекращена. Windows 95, Windows 98 и Windows Me потеряли исправления безопасности для Internet Explorer, когда соответствующие операционные системы достигли даты окончания поддержки. Internet Explorer 5.5 с пакетом обновления 2 является последней версией Internet Explorer, совместимой с Windows 95, в то время как Internet Explorer 6 с пакетом обновления 1 является последней версией, совместимой с более поздними выпусками Windows 9x (т. е. 98 и Me). Хотя Internet Explorer 6 для Windows XP получал исправления безопасности до тех пор, пока не потерял поддержку, этого нельзя сказать об IE6 под Windows 98 и Me. Из-за своего возраста Internet Explorer 7, первое крупное обновление Internet Explorer 6 за пять лет, было доступно только для Windows XP SP2 и Windows Vista.
Веб-сайт Windows Update оставался доступным для Windows 98, Windows 98 SE и Windows Me после даты окончания их поддержки; однако в 2011 году Microsoft закрыла веб-сайт Windows Update v4 и удалила обновления для Windows 98, Windows 98 SE и Windows Me со своих серверов.
В июле 2019 года компания Microsoft объявила, что сервисы Microsoft Internet Games для Windows Me (и XP) прекратят работу 31 июля 2019 года (а для Windows 7 — 22 января 2020 года).

### Текущее использование
Растущее число важных обновлений, вызванных окончанием срока службы этих операционных систем, постепенно сделало Windows 9x еще менее практичной для повседневного использования. Сегодня даже проекты с открытым исходным кодом, такие как Mozilla Firefox, не будут работать на Windows 9x без серьезной переработки.
RetroZilla — это форк Gecko 1.8.1, нацеленный на обеспечение «улучшенной совместимости в современном Интернете» для таких старых версий Windows, как Windows 95 и NT 4.0. Последняя версия, 2.2, была выпущена в феврале 2019 года.

## MS-DOS
Windows 95 смогла значительно уменьшить роль MS-DOS в Windows, чем это было сделано в Windows 3.1x и более ранних версиях. По словам разработчика Microsoft Рэймонда Чена, MS-DOS в Windows 95 выполняла две функции: в качестве загрузчика и в качестве уровня 16-разрядного устаревшего драйвера устройства. Когда запустилась Windows 95, MS-DOS загрузилась, обработала CONFIG.SYS, запустила COMMAND.COM, запустила AUTOEXEC.BAT и, наконец, запустила WIN.COM. Программа WIN.COM использовала MS-DOS для загрузки диспетчера виртуальных машин, чтения SYSTEM.INI, загрузки драйверов виртуальных устройств, а затем выключения всех запущенных копий EMM386 и переключения в защищенный режим. В защищенном режиме драйверы виртуальных устройств (VxD) передавали всю информацию о состоянии из MS-DOS в диспетчер 32-разрядной файловой системы, а затем отключали MS-DOS. Эти VxD позволяют Windows 9x напрямую взаимодействовать с аппаратными ресурсами, предоставляя низкоуровневые функции, такие как 32-битный доступ к диску и управление памятью. Все будущие операции с файловой системой будут перенаправляться на менеджер 32-битной файловой системы. В Windows Me win.com больше не выполнялся во время запуска; вместо этого он перешел непосредственно к выполнению VMM32.VXD из IO.SYS. Вторая роль MS-DOS (как уровня 16-разрядного устаревшего драйвера устройства) заключалась в обеспечении обратной совместимости для запуска программ DOS в Windows. Многие программы MS-DOS и драйверы устройств взаимодействовали с DOS на низком уровне, например, путем исправления низкоуровневых прерываний BIOS, таких как int 13h, низкоуровневое прерывание дискового ввода-вывода. Когда программа выполняла вызов int 21h для доступа к MS-DOS, вызов сначала направлялся к менеджеру 32-разрядной файловой системы, который пытался обнаружить такого рода исправления. Если он обнаружит, что программа пыталась подключиться к DOS, она вернётся к 16-битному коду, чтобы запустить перехватчик. 16-битный драйвер с именем IFSMGR.SYS ранее загружался с помощью CONFIG.SYS, задача которого заключалась в том, чтобы сначала перехватить MS-DOS, прежде чем другие драйверы и программы получат шанс, а затем перейти от 16-битного кода обратно к 32-битному. -битный код, когда программа DOS завершила работу, чтобы менеджер 32-битной файловой системы мог продолжить свою работу. По словам разработчика Windows Рэймонда Чена, «MS-DOS была всего лишь чрезвычайно сложной приманкой. Любые 16-разрядные драйверы и программы могли исправлять или перехватывать то, что они считали настоящей MS-DOS, но на самом деле это была просто приманка. Менеджер 32-битной файловой системы обнаружил, что кто-то купил приманку, и приказал приманке крякать».

## Режим MS-DOS
Windows 95 и Windows 98 также предлагают регрессивную поддержку приложений DOS в виде возможности загрузки в собственном «режиме DOS» (MS-DOS можно загрузить без загрузки Windows, без перевода ЦП в защищенный режим). Благодаря диспетчерам памяти Windows 9x и другим усовершенствованиям после выхода DOS общая производительность и функциональность системы улучшаются. Это отличается от эмуляции, используемой в операционных системах на базе Windows NT. Некоторые старые приложения или игры могут работать неправильно в окне DOS в Windows и требуют реального режима DOS. Наличие режима командной строки за пределами графического интерфейса также дает возможность исправлять определённые системные ошибки без входа в графический интерфейс. Например, если вирус активен в графическом режиме, его часто можно безопасно удалить в режиме DOS, удалив его файлы, которые обычно блокируются при заражении в Windows. Точно так же поврежденные файлы реестра, системные файлы или загрузочные файлы можно восстановить из командной строки. Windows 95 и Windows 98 можно запустить из режима DOS, введя «WIN» <enter> в командной строке. Однако консоль восстановления для Windows 2000, которая, как и версия Windows NT, играла аналогичную роль в удалении вирусов. Поскольку DOS не была предназначена для многозадачности, версии Windows, такие как 9x, основанные на DOS, не имеют безопасности файловой системы, например прав доступа к файлам. Кроме того, если пользователь использует 16-разрядные драйверы DOS, Windows может работать нестабильно. Ошибки жесткого диска часто досаждают сериям Windows 9x.

## Архитектура

#### Пользовательский режим
Части пользовательского режима Windows 9x состоят из трех подсистем: подсистемы Win16, подсистемы Win32 и MS-DOS. Windows 9x/Me выделила два блока областей памяти по 64 КБ для GDI и ресурсов кучи. Запуск нескольких приложений, приложений с многочисленными элементами GDI или запуск приложений в течение длительного промежутка времени может привести к исчерпанию этих областей памяти. Если свободные системные ресурсы упадут ниже 10 %, Windows станет нестабильной и, вероятно, выйдет из строя.

#### Режим ядра
Windows 9x — это серия монолитных 16/32-разрядных операционных систем. Как и большинство операционных систем, Windows 9x состоит из пространства ядра и памяти пространства пользователя. Хотя Windows 9x имеет некоторую защиту памяти, она не защищает первый мегабайт памяти от пользовательских приложений по соображениям совместимости. Эта область памяти содержит код, критически важный для функционирования операционной системы, и, записывая в эту область памяти, приложение может привести к сбою или зависанию системы. Это стало источником нестабильности, поскольку неисправные приложения могли случайно записать в эту область, потенциально повредив важные данные операционной системы, что обычно приводило к системным ошибкам и остановке. Части режима ядра состоят из диспетчера виртуальных машин (VMM), диспетчера устанавливаемых файловых систем (IFSHLP), диспетчера конфигураций, а в Windows 98 и более поздних версиях — диспетчера драйверов WDM (NTKERN). В 32-разрядной операционной системе объем виртуальной памяти составляет 4 ГиБ, разделенных на нижние 2 ГиБ для приложений и верхние 2 ГиБ для ядра на каждый процесс.

#### Реестр
Как и в Windows NT, Windows 9x хранит пользовательские и конфигурационные настройки в большой информационной базе данных, называемой реестром Windows. Настройки оборудования также хранятся в реестре, и многие драйверы устройств используют реестр для загрузки данных конфигурации. Ранее версии Windows использовали такие файлы, как AUTOEXEC.BAT, CONFIG.SYS, WIN.INI, SYSTEM.INI и другие файлы с расширением .INI для сохранения настроек конфигурации. По мере усложнения Windows и добавления новых функций, файлы .INI становились слишком громоздкими для ограничений текущей файловой системы FAT. Обратная совместимость с файлами .INI поддерживалась до тех пор, пока Windows XP не пришла на смену версиям 9x и NT.
Хотя Microsoft не рекомендует использовать файлы .INI в пользу записей реестра, значительное количество приложений (особенно 16-разрядных на базе Windows) по-прежнему использует файлы .INI. Windows 9x поддерживает файлы .INI исключительно для совместимости с этими приложениями и связанными инструментами (например, программами установки). Файлы AUTOEXEC.BAT и CONFIG.SYS также по-прежнему существуют для совместимости с компонентами системы реального режима и позволяют пользователям изменять определенные системные настройки по умолчанию, такие как переменная среды PATH.
Реестр состоит из двух файлов: User.dat и System.dat. В Windows Me был добавлен файл Classes.dat.

#### Диспетчер виртуальных машин (VMM)
Это 32-разрядное ядро защищенного режима, лежащее в основе Windows 9x. Его основной обязанностью является создание, запуск, мониторинг и завершение работы виртуальных машин. VMM предоставляет службы, которые управляют памятью, процессами, прерываниями и ошибками защиты. VMM работает с виртуальными устройствами (загружаемые модули ядра, которые состоят в основном из 32-битного кода кольца 0 или кода режима ядра, но могут включать и другие типы кода, такие как 16-битный сегмент инициализации реального режима), чтобы позволить этим виртуальным устройствам перехватывать прерывания и сбои, чтобы контролировать доступ, который приложение имеет к аппаратным устройствам и установленному программному обеспечению. И VMM, и драйверы виртуальных устройств работают в одном 32-разрядном адресном пространстве плоской модели с уровнем привилегий 0 (также называемым кольцом 0). VMM обеспечивает многопоточную вытесняющую многозадачность. Он запускает несколько приложений одновременно, распределяя время ЦП (центрального процессора) между потоками, в которых работают приложения и виртуальные машины. VMM также отвечает за создание сред MS-DOS для системных процессов и приложений Windows, которые по-прежнему должны работать в режиме MS-DOS. Это замена WIN386.EXE в Windows 3.x, а файл vmm32.vxd представляет собой сжатый архив, содержащий большую часть основного VxD, включая сам VMM.vxd и ifsmgr.vxd (который облегчает доступ к файловой системе без необходимости вызвать код файловой системы реального режима ядра DOS).

### Поддержка программного обеспечения

##### Unicode
Частичную поддержку Unicode можно установить в Windows 9x через Microsoft Layer для Unicode.

##### Файловые системы
Windows 9x изначально не поддерживает NTFS или HPFS, но существуют сторонние решения, которые позволяют Windows 9x иметь доступ только для чтения к томам NTFS. Ранние версии Windows 95 не поддерживали FAT32. Как и Windows for Workgroups 3.11, Windows 9x обеспечивает поддержку 32-разрядного доступа к файлам на основе IFSHLP.SYS, и, в отличие от Windows 3.x, Windows 9x поддерживает файловую систему VFAT, позволяя именам файлов содержать не более 255 символов вместо с именами файлов 8.3.

##### Регистрация и отслеживание событий
Кроме того, нет поддержки ведения журнала событий и отслеживания или отчетов об ошибках, которые есть в операционных системах семейства Windows NT, хотя программное обеспечение, такое как Norton CrashGuard, можно использовать для достижения аналогичных возможностей в Windows 9x.

#### Безопасность
Windows 9x спроектирована как однопользовательская система. Таким образом, модель безопасности гораздо менее эффективна, чем в Windows NT. Одной из причин этого являются файловые системы FAT (включая FAT12/FAT16/FAT32), которые являются единственными, официально поддерживаемыми Windows 9x, хотя Windows NT также поддерживает FAT12 и FAT16 (но не FAT32), а Windows 9x может быть расширена для чтения и записывать тома NTFS с помощью сторонних драйверов устанавливаемой файловой системы. Системы FAT имеют очень ограниченную безопасность; каждый пользователь, имеющий доступ к диску FAT, также имеет доступ ко всем файлам на этом диске. Файловые системы FAT не предоставляют списков контроля доступа и шифрования на уровне файловой системы, как NTFS. Некоторые операционные системы, которые были доступны одновременно с Windows 9x, являются либо многопользовательскими, либо имеют несколько учётных записей пользователей с разными правами доступа, что позволяет не изменять важные системные файлы (например, образ ядра) для большинства учётных записей пользователей. Напротив, хотя Windows 95 и более поздние операционные системы предлагают возможность иметь профили для нескольких пользователей, они не имеют понятия привилегий доступа, что делает их примерно эквивалентными однопользовательской операционной системе с одной учётной записью; это означает, что все процессы могут изменять все файлы в системе, которые не открыты, в дополнение к возможности изменять загрузочный сектор и выполнять другие низкоуровневые модификации жесткого диска. Это позволяет вирусам и другому тайно установленному программному обеспечению интегрироваться в операционную систему таким образом, что обычным пользователям будет трудно его обнаружить или отменить. Поддержка профилей в семействе Windows 9x предназначена только для удобства; если некоторые ключи реестра не изменены, доступ к системе можно получить, нажав «Отмена» при входе в систему, даже если все профили имеют пароль. Диалоговое окно входа в систему Windows 95 по умолчанию также позволяет создавать новые профили пользователей без предварительного входа в систему. Пользователи и программное обеспечение могут сделать операционную систему неработоспособной, удалив или перезаписав важные системные файлы с жёсткого диска. Пользователи и программное обеспечение также могут изменять файлы конфигурации таким образом, что операционная система не может загружаться или функционировать должным образом. Программное обеспечение для установки часто заменяло и удаляло системные файлы, не проверяя должным образом, используется ли файл или имеет ли он более новую версию. Это создало феномен, который часто называют адом DLL. Windows Me представила защиту системных файлов и восстановление системы для решения распространенных проблем, вызванных этой проблемой.

#### Сеть
Windows 9x обеспечивает безопасность управления доступом на уровне общих ресурсов для общего доступа к файлам и принтерам, а также управление доступом на уровне пользователей, если в сети доступна операционная система на базе Windows NT. Напротив, операционные системы на основе Windows NT предлагают только управление доступом на уровне пользователя, но интегрированы с собственным механизмом безопасности учётных записей пользователей операционной системы.

### Поддержка устройств

##### Драйверы
Драйверы устройств в Windows 9x могут быть драйверами виртуальных устройств или (начиная с Windows 98) драйверами WDM. VxD обычно имеют расширение имени файла .vxd или .386, тогда как драйверы, совместимые с WDM, обычно используют расширение .sys. 32-разрядный сервер сообщений VxD (msgsrv32) — это программа, способная загружать драйверы виртуальных устройств (VxD) при запуске, а затем обрабатывать связь с драйверами. Кроме того, сервер сообщений выполняет несколько фоновых функций, включая загрузку оболочки Windows (например, Explorer.exe или Progman.exe)[30]. Другим типом драйверов устройств являются драйверы .DRV. Эти драйверы загружаются в пользовательском режиме и обычно используются для управления такими устройствами, как мультимедийные устройства. Для обеспечения доступа к этим устройствам требуется библиотека динамической компоновки (например, MMSYSTEM.DLL). Windows 9x сохраняет обратную совместимость со многими драйверами, созданными для Windows 3.x и MS-DOS. Использование драйверов MS-DOS может ограничить производительность и стабильность из-за того, что они используют обычную память и должны работать в реальном режиме, что требует от ЦП переключения в защищенный режим и из него. Драйверы, написанные для Windows 9x/Windows Me, загружаются в то же адресное пространство, что и ядро. Это означает, что драйверы могут случайно или намеренно перезаписать критические разделы операционной системы. Это может привести к системным сбоям, зависаниям и повреждению диска. Неисправные драйверы операционной системы были источником нестабильности операционной системы. Другие монолитные и гибридные ядра, такие как Linux и Windows NT, также подвержены неисправностям драйверов, препятствующих работе ядра. Часто у разработчиков программного обеспечения драйверов и приложений не было достаточного опыта создания программ для «новой» системы, что приводило к множеству ошибок, которые пользователи обычно описывали как «системные ошибки», даже если ошибка не была вызвана частями Windows или ДОС. В результате Microsoft неоднократно перерабатывала архитектуру драйверов Windows с момента выпуска Windows 95.

##### ЦП и шины
Windows 9x не имеет встроенной поддержки гиперпоточности, предотвращения выполнения данных, симметричной многопроцессорной обработки или многоядерных процессоров. В Windows 9x нет встроенной поддержки адаптеров главной шины SATA (и не было ни в Windows 2000, ни в Windows XP) или USB-накопителей (кроме Windows Me). Однако существует множество контроллеров SATA-I, для которых существуют драйверы Windows 98/Me, а поддержка запоминающих устройств USB была добавлена в Windows 95 OSR2 и Windows 98 с помощью сторонних драйверов. Поддержка аппаратных драйверов для Windows 98/Me начала снижаться в 2005 году, особенно для чипсетов материнских плат и видеокарт. Ранние версии Windows 95 не поддерживали ускорение USB или AGP.

## В попкультуре
Огромная популярность серии Windows 9x привела к созданию в 2010-х годах нескольких веб-проектов, целью которых было воссоздать внешний вид и функции Windows 9x (и, по сути, реальной операционной системы в целом) в одном веб-браузере, одновременно вызывая ностальгию .
Windows 93 (стилизованный под "WINDOWS93" в названии) — это веб-сайт-пародия, созданный двумя французскими музыкантами и программистами, которые известны под именами jankenpopp и Zombectro. Разработанный так, чтобы выглядеть и ощущаться как настоящая операционная система, он также является пародией на серию Windows 9x. Он содержит несколько веб-приложений , которые ссылаются и представляют различные интернет-мемы с конца 1990-х до начала 2000-х годов. 
EmuOS — еще один веб-сайт, цель которого — воспроизвести внешний вид и ощущения от Windows 9x в целом, предлагая 3 темы, основанные на всех основных выпусках Windows 9x, начиная с Windows 95 и заканчивая Windows Me. Он был создан Emupedia, сайтом сообщества по сохранению видеоигр и компьютерной истории, и был разработан для запуска ретро-игр и приложений в веб-браузере. Также представлен вышеупомянутый пародийный сайт Windows 93. 
Windows 98 была воссоздана в веб-формате под названием 98.js (также известна как Windows 98 Online). Она включала веб-версии нескольких классических приложений Windows.